# Armand Isaac Bloch
Armand Isaac Bloch (geboren am 27. Februar 1865 in Straßburg; gestorben am 20. März 1952 in Saverne, Département Bas-Rhin) war ein deutsch-französischer Rabbiner und Autor.

## Leben und Wirken
Bloch war der Sohn des Händlers und talmudischen Privatgelehrten Joseph David Bloch und Enkel des Rabbiners Moïse Bloch („Hacham von Uttenheim“). Er
besuchte die Elementarschule und von 1877 bis 1886 das protestantische Gymnasium in Straßburg. Daneben erhielt er Talmudunterricht bei seinem Vater. Ab 1884 war er Hörer der Vorlesungen Julius Eutings über phönizische Schriften an der Kaiser-Wilhelm-Universität Straßburg.
Im Jahre 1886 immatrikulierte Bloch sich an der Friedrich-Wilhelms-Universität und am Hildesheimer’schen Rabbinerseminar zu Berlin. Am 25. Oktober 1890 promovierte er an der Universität Leipzig zum Thema Neue Beiträge zu einem Glossar der phoenicischen Inschriften. Am 15. Mai 1891 bestand er das Rabbinatsexamen.
Bloch war von 1892 bis 1896 Rabbiner in Sulz am Wald. Dort heiratete er Caroline Wertheimer (gestorben 1939). Von 1896 bis 1919 war er Rabbiner in Oberehnheim. Er war Mitbegründer und seit 1902 Präsident der Association des Rabbins d’Alsace et de Lorraine. Er betrieb nach 1920 deren Anschluss an die französische Rabbinervereinigung, den er 1921 erreichte. Ab April 1920 wurde er Rabbiner in Saverne, wo er sich bereits 1896, 1907 und 1911 beworben hatte. Neben Saverne war er auch für die Gemeinden Hochfelden, Dettwiller und Maursmünster zuständig.
Von 1910 bis 1914 war Bloch Mitherausgeber von Das jüdische Blatt. 1928 unterzeichnete er eine Deklaration der elsässischen Rabbiner, die sich von der Erlaubnis der französischen Rabbiner, am Sabbat mechanische Verkehrsmittel zu benutzen, distanzierte. Nach 1931 förderte er die landwirtschaftliche Ausbildung als Vorbereitung auf die Alija.
1931 wurde Bloch Ritter der Ehrenlegion.
Nach dem deutschen Einmarsch war Bloch von 1940 bis 1942 zunächst im Exil in Nizza. Dort betreute er elsässische Flüchtlinge. 1942 ging er in das Exil nach Algier, wo er als Rabbiner der elsässisch-lothringischen Flüchtlingsgemeinde wirkte. 1945 kehrte er nach Saverne zurück.
Armand Isaac Bloch wurde auf dem jüdischen Friedhof in Saverne begraben.
Armand Isaac Bloch hatte vier Söhne und zwei Töchter. Sein Sohn David wurde Vorsitzender der orthodoxen Gemeinde in der Rue de Montevidéo in Paris, Henri war Mitglied des Comité de nombreuses œuvres in Straßburg. Ein Enkel, Jacques Schlammé, war Rabbiner in Mulhouse-Dornach und in der Adath-Israël-Gemeinde im 11. Pariser Arrondissement.

## Werke (Auswahl)
- Neue Beiträge zu einem Glossar der phoenicischen Inschriften. Erster Theil: [aleph]-[nun]. Dissertation, Leipzig 1890 (Berlin).
- Les Juifs russes. 1893.
- L'Instruction religieuse et l'éducation religieuse. 1897.
- Que la lumière soit! 1911.
- Artikel in: Aus dem Strassburger Gemeindeleben.